# Brachysiphon fucatus
Brachysiphon fucatus är en tvåhjärtbladig växtart som först beskrevs av Carl von Linné, och fick sitt nu gällande namn av Ernest Friedrich Gilg. Brachysiphon fucatus ingår i släktet Brachysiphon och familjen Penaeaceae. Inga underarter finns listade i Catalogue of Life.